# Indigosolfärger
Indigosolfärger är en typ av färgmaterial för textilier. De finns i en mängd olika kulörer.  Färgerna är vattenlösliga men stabiliseras efter infärgningen med ånga eller på annat sätt, vilket gör dem mera tvätt- och ljusäkta än tidigare använda färger..  
Den första indigosolfärgen framställdes 1924. En av dem som bidrog till deras användning i Sverige var den svensk-österrikiske textilkonstnären Richard Künzl som presenterade dem i en artikel i Teknisk tidskrift 1940. Tillgången på dessa färger fick stor betydelse för utvecklingen av avancerat textiltryck.